# 애드블루
애드블루(AdBlue)는 DEF(디젤배기유체,ISO 22241)를 정의하는 국제 표준화 기구(ISO)에서는 AUS 32(요소 수용액 32%)라고도 호칭한다. DEF는 독일 자동차 산업 협회(VDA,Verband der Automobilindustrie)의 등록 상표인 애드블루(Adblue)로 판매되어야 인증받을수있다.
여러 브랜드의 SCR 시스템에서 DEF를 사용한다. 블루HDI(BlueHDI)는 푸조(Peugeot), 시트로엥(Citroën) 및 디에스 오토모빌(DS Automobiles) 브랜드를 포함한 그루프 PSA(Group PSA) 차량에서 사용된다. 다임러 AG(Daimler AG)의 블루텍(BlueTec) 및 UD트럭(UD Trucks)의 FLENDS(Final Low Emission New Diesel System)등이 있다.

## 같이 보기
- 요소수